# Volkswagen W12

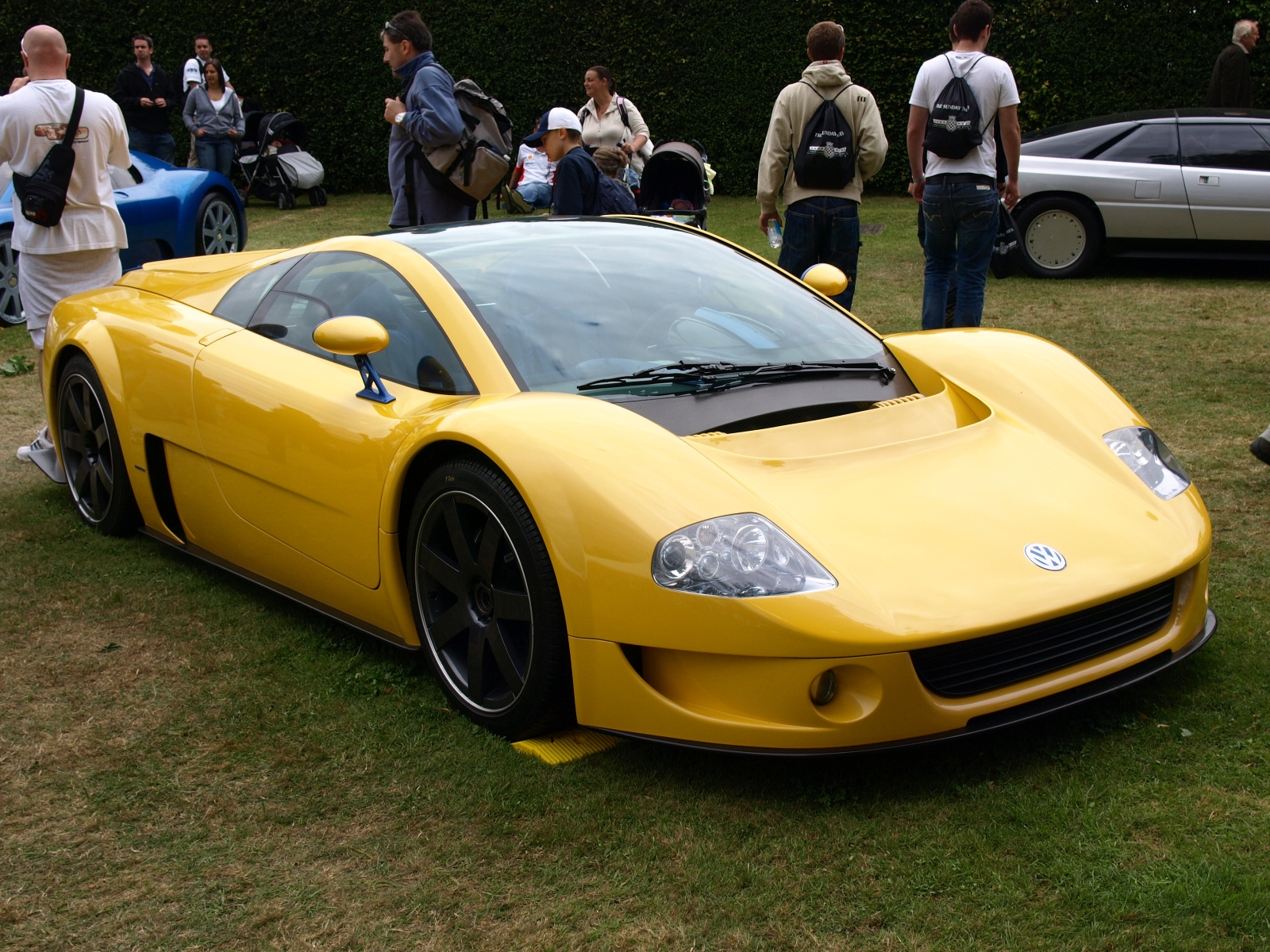
VW W12 Syncro 1997

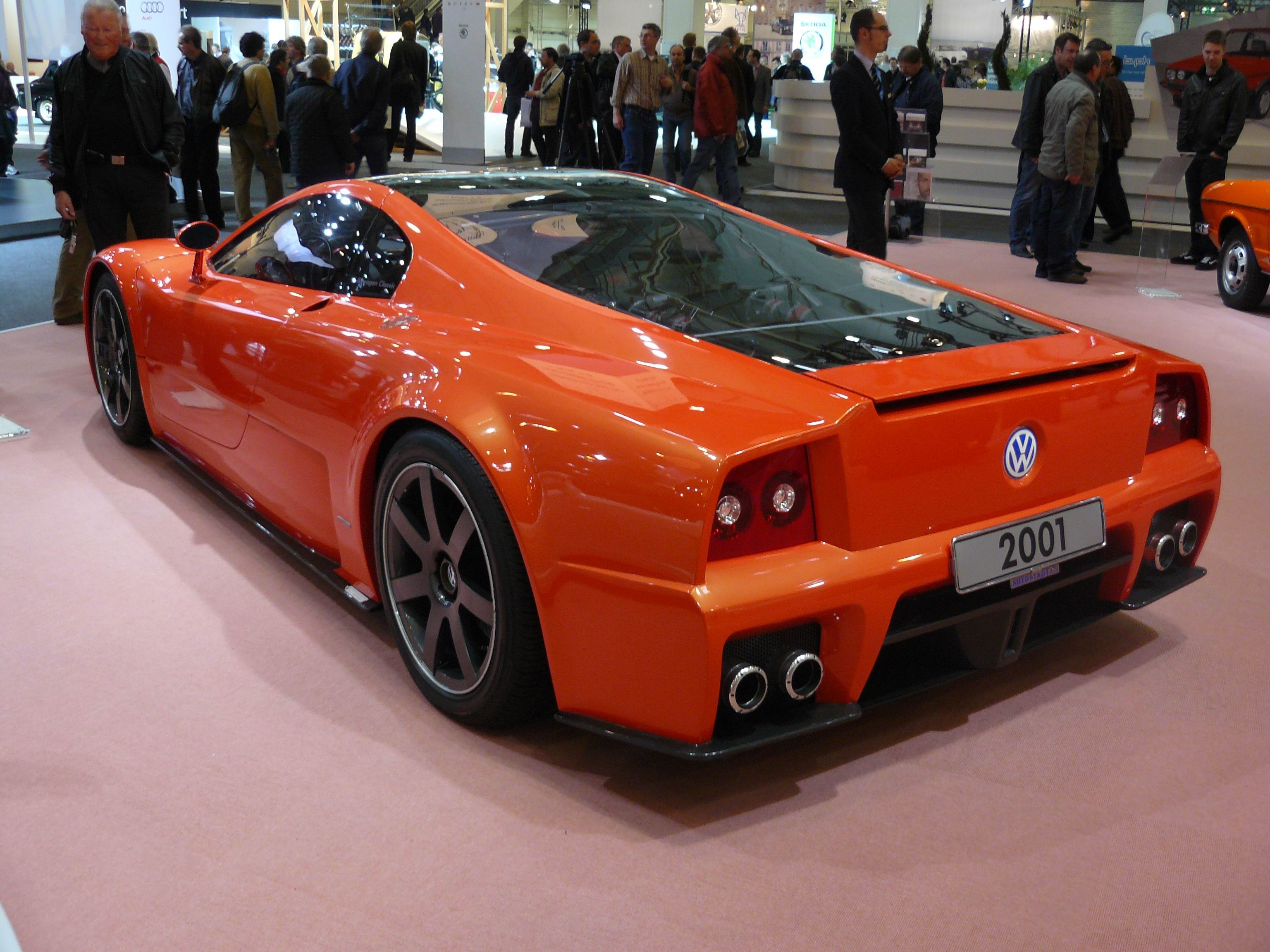
Vw W12 Nardo vue de derrière

La Volkswagen W12 Coupé - également connue sous le nom de Volkswagen Nardò (faisant référence au circuit automobile de Nardò, près de la ville de Nardò en Italie) était un prototype de voiture de sport créé par la marque allemande Volkswagen en 1997.
Ferdinand Piëch, CEO du groupe Volkswagen demande à Giorgetto Giugiaro et son équipe d'Italdesign de créer une voiture de sport Volkswagen capable d'intégrer un moteur 12 cylindres en W, ainsi que le système 4Motion du groupe.
Il s'agissait également de montrer que le groupe Volkswagen était capable de construire une supercar intégrant un moteur de série pouvant être utilisé plus tard dans les configurations de luxe du groupe.
Ce moteur W12 de 239 kg sera l'ancêtre direct du moteur W16 disponible dans la Bugatti Veyron.

## Concepts W12

### W12 Syncro (1997)
En 1997, au Tokyo Motor Show, Volkswagen présentent leur première supercar, une W12 Syncro jaune clair (également connue sous le nom de W12 Syncro Coupé) disposant d'un moteur 5.6 litres W12 de 420 ch (309 kW) et d'une transmission intégrale nommée alors système Synchro 4wd.
La W12 Synchro dispose des spécifications suivantes :
- Voie avant : 1 620 mm
- Voie arrière : 1 600 mm
- Porte-à-faux avant : 1 000 mm
- Porte-à-faux arrière : 870 mm
- Position moteur : longitudinal / central arrière
- Transmission : quatre roues motrices
- Boite : séquentielle à 6 rapports
- Moteur : 5 600 cm3 W12
- Puissance nominale : 420 ch (309 kW)

### W12 Roadster (1998)
Version décapotable de la W12 Syncro de couleur rouge, avec transmission à propulsion arrière. Ce véhicule a été dévoilé en 1998 au Salon automobile de Genève, avec les spécifications suivantes :
- Voie avant : 1 634 mm
- Voie arrière : 1 652 mm
- Porte-à-faux avant : 990 mm
- Porte-à-faux arrière : 880 mm
- Position moteur : longitudinal / central arrière
- Transmission : propulsion arrière
- Boite : séquentielle à 6 rapports
- Moteur : 5 600 cm3 W12
- Puissance nominale : 420 ch (309 kW)

### W12 Nardò (2001)
En 2001 au Tokyo Motor Show, Volkswagen Group présente le concept sport W12 le plus performant à ce jour, de couleur orange clair, également connu sous le nom de W12 Nardò. La puissance moteur était estimé à 600 ch (441 kW) et 621 N m. Cette version de la W12 pesant 1 200 kg couvre le 0 à 100 km/h en 3,5 secondes, avec une vitesse maximale de 357 km/h.
- Position moteur : longitudinal / central arrière
- Transmission : quatre roues motrices
- Moteur : 5 998 cm3 W12
- Puissance nominale : 598 ch (440 kW à 7 000 tr/min)
- Poids : 1 200 kg
- Boite : manuelle à 6 rapports
- Vitesse maximale annoncée : 350 km/h